# Desirae Krawczyk
Desirae Krawczyk (ur. 11 stycznia 1994 w Palm Desert) – amerykańska tenisistka, zwyciężczyni French Open 2021, Wimbledonu 2021 i 2022 oraz US Open 2021 w grze mieszanej, finalistka French Open 2020 w grze podwójnej, zwyciężczyni dziewięciu turniejów WTA w grze podwójnej. Jest córką Polaka i Filipinki.

## Historia występów wielkoszlemowych
Legenda
     W, wygrany turniej
      F, przegrana w finale
      SF, przegrana w półfinale
      QF, przegrana w ćwierćfinale
     xR, przegrana w x rundzie
     A, brak startu
     NH, turniej nie odbył się

### Występy w grze pojedynczej
Desirae Krawczyk nie startowała w rozgrywkach gry pojedynczej podczas turniejów wielkoszlemowych.
| Sezon                  | 2016 | 2017 | 2018 | 2019 | 2020 | 2021 | 2022 |
| ---------------------- | ---- | ---- | ---- | ---- | ---- | ---- | ---- |
| Ranking na koniec roku | –    | 769  | –    | –    | –    | 893  | –    |

### Występy w grze podwójnej
| Australian Open        | A   | A   | A  | 3R | 2R | 3R | 3R | QF | 3R | 1R | 0 / 7  | 12 – 7  |  |  |  |  |  |  |  |  |  |  |  |  |  |  |  |
| French Open            | A   | A   | A  | 3R | F  | 1R | 2R | 3R | SF |    | 0 / 6  | 14 – 6  |  |  |  |  |  |  |  |  |  |  |  |  |  |  |  |
| Wimbledon              | A   | A   | Q1 | 2R | NH | 1R | SF | 2R | SF |    | 0 / 5  | 10 – 5  |  |  |  |  |  |  |  |  |  |  |  |  |  |  |  |
| US Open                | A   | A   | 2R | 1R | 1R | SF | QF | 2R | 2R |    | 0 / 7  | 10 – 6  |  |  |  |  |  |  |  |  |  |  |  |  |  |  |  |
|                        |     |     |    |    |    |    |    |    |    |    |        |         |  |  |  |  |  |  |  |  |  |  |  |  |  |  |  |
| Ranking na koniec roku | 700 | 143 | 67 | 37 | 25 | 17 | 16 | 16 | 11 |    | 0 / 25 | 46 – 24 |  |  |  |  |  |  |  |  |  |  |  |  |  |  |  |

### Występy w grze mieszanej
| Australian Open | A | A | A | A  | 1R | SF | 1R | SF | F  | 1R | 0 / 6  | 10 – 6  |  |  |  |  |  |  |  |  |  |  |  |  |  |  |  |
| French Open     | A | A | A | A  | NH | W  | QF | 1R | F  |    | 1 / 4  | 9 – 3   |  |  |  |  |  |  |  |  |  |  |  |  |  |  |  |
| Wimbledon       | A | A | A | 1R | NH | W  | W  | 1R | QF |    | 2 / 5  | 12 – 3  |  |  |  |  |  |  |  |  |  |  |  |  |  |  |  |
| US Open         | A | A | A | 2R | NH | W  | 2R | A  | 1R |    | 1 / 4  | 7 – 3   |  |  |  |  |  |  |  |  |  |  |  |  |  |  |  |
|                 |   |   |   |    |    |    |    |    |    |    |        |         |  |  |  |  |  |  |  |  |  |  |  |  |  |  |  |
|                 |   |   |   |    |    |    |    |    |    |    | 4 / 19 | 38 – 14 |  |  |  |  |  |  |  |  |  |  |  |  |  |  |  |

## Finały turniejów WTA
| Legenda                     | Legenda |
| --------------------------- | ------- |
| Wielki Szlem                |         |
| Igrzyska olimpijskie        |         |
| WTA Tour Championships      |         |
| 2009 – 2020                 |         |
| WTA Premier Mandatory       |         |
| WTA Premier 5               |         |
| WTA Premier                 |         |
| WTA International Series    |         |
| WTA 125K series (2012–2020) |         |
| od 2021                     |         |
| WTA 1000 (obowiązkowe)      |         |
| WTA 1000 (nieobowiązkowe)   |         |
| WTA 500                     |         |
| WTA 250                     |         |
| WTA 125                     |         |

### Gra podwójna 23 (12–11)
| Końcowy wynik | Nr  | Data                 | Turniej     | Nawierzchnia   | Partnerka             | Przeciwniczki                           | Wynik finału      |
| ------------- | --- | -------------------- | ----------- | -------------- | --------------------- | --------------------------------------- | ----------------- |
| Finalistka    | 1.  | 8 kwietnia 2018      | Monterrey   | Twarda         | Giuliana Olmos        | Naomi Broady Sara Sorribes Tormo        | 6:3, 4:6, 8–10    |
| Zwyciężczyni  | 1.  | 22 lipca 2018        | Gstaad      | Ceglana        | Alexa Guarachi        | Lara Arruabarrena Timea Bacsinszky      | 4:6, 6:4, 10–6    |
| Finalistka    | 2.  | 2 marca 2019         | Acapulco    | Twarda         | Giuliana Olmos        | Wiktoryja Azaranka Zheng Saisai         | 1:6, 2:6          |
| Zwyciężczyni  | 2.  | 16 czerwca 2019      | Nottingham  | Trawiasta      | Giuliana Olmos        | Ellen Perez Arina Rodionowa             | 7:5, 7:6(5)       |
| Zwyciężczyni  | 3.  | 29 lutego 2020       | Acapulco    | Twarda         | Giuliana Olmos        | Kateryna Bondarenko Sharon Fichman      | 6:3, 7:6(5)       |
| Zwyciężczyni  | 4.  | 13 września 2020     | Stambuł     | Ceglana        | Alexa Guarachi        | Ellen Perez Storm Sanders               | 6:1, 6:3          |
| Finalistka    | 3.  | 11 października 2020 | French Open | Ceglana        | Alexa Guarachi        | Tímea Babos Kristina Mladenovic         | 4:6, 5:7          |
| Zwyciężczyni  | 5.  | 27 lutego 2021       | Adelaide    | Twarda         | Alexa Guarachi        | Hayley Carter Luisa Stefani             | 6:7(4), 6:4, 10–3 |
| Finalistka    | 4.  | 13 marca 2021        | Guadalajara | Twarda         | Giuliana Olmos        | Ellen Perez Astra Sharma                | 4:6, 4:6          |
| Finalistka    | 5.  | 25 kwietnia 2021     | Stuttgart   | Ceglana (hala) | Bethanie Mattek-Sands | Ashleigh Barty Jennifer Brady           | 4:6, 7:5, 5–10    |
| Zwyciężczyni  | 6.  | 29 maja 2021         | Strasburg   | Ceglana        | Alexa Guarachi        | Makoto Ninomiya Yang Zhaoxuan           | 6:2, 6:3          |
| Zwyciężczyni  | 7.  | 24 kwietnia 2022     | Stuttgart   | Ceglana (hala) | Demi Schuurs          | Coco Gauff Zhang Shuai                  | 6:3, 6:4          |
| Finalistka    | 6.  | 7 maja 2022          | Madryt      | Ceglana        | Demi Schuurs          | Gabriela Dabrowski Giuliana Olmos       | 6:7(1), 7:5, 7–10 |
| Zwyciężczyni  | 8.  | 9 kwietnia 2023      | Charleston  | Ceglana        | Danielle Collins      | Giuliana Olmos Ena Shibahara            | 0:6, 6:4, 14–12   |
| Zwyciężczyni  | 9.  | 23 kwietnia 2023     | Stuttgart   | Ceglana (hala) | Demi Schuurs          | Nicole Melichar-Martinez Giuliana Olmos | 6:4, 6:1          |
| Finalistka    | 7.  | 27 maja 2023         | Strasburg   | Ceglana        | Giuliana Olmos        | Xu Yifan Yang Zhaoxuan                  | 3:6, 2:6          |
| Zwyciężczyni  | 10. | 1 lipca 2023         | Eastbourne  | Trawiasta      | Demi Schuurs          | Nicole Melichar-Martinez Ellen Perez    | 6:2, 6:4          |
| Finalistka    | 8.  | 13 sierpnia 2023     | Montreal    | Twarda         | Demi Schuurs          | Shūko Aoyama Ena Shibahara              | 4:6, 6:4, 11–13   |
| Finalistka    | 9.  | 17 lutego 2024       | Doha        | Twarda         | Caroline Dolehide     | Demi Schuurs Luisa Stefani              | 4:6, 2:6          |
| Finalistka    | 10. | 3 marca 2024         | San Diego   | Twarda         | Jessica Pegula        | Nicole Melichar-Martinez Ellen Perez    | 1:6, 2:6          |
| Zwyciężczyni  | 11. | 12 sierpnia 2024     | Toronto     | Twarda         | Caroline Dolehide     | Gabriela Dabrowski Erin Routliffe       | 7:6(2), 3:6, 10–7 |
| Zwyciężczyni  | 12. | 2 lutego 2025        | Singapur    | Twarda (hala)  | Giuliana Olmos        | Wang Xinyu Zheng Saisai                 | 7:5, 6:0          |
| Finalistka    | 11. | 6 kwietnia 2025      | Charleston  | Ceglana        | Caroline Dolehide     | Jeļena Ostapenko Erin Routliffe         | 4:6, 2:6          |

### Gra mieszana 6 (4–2)
| Końcowy wynik | Nr | Data             | Turniej         | Nawierzchnia | Partner       | Przeciwnicy                            | Wynik finału      |
| ------------- | -- | ---------------- | --------------- | ------------ | ------------- | -------------------------------------- | ----------------- |
| Zwyciężczyni  | 1. | 10 czerwca 2021  | French Open     | Ceglana      | Joe Salisbury | Jelena Wiesnina Asłan Karacew          | 2:6, 6:4, 10–5    |
| Zwyciężczyni  | 2. | 11 lipca 2021    | Wimbledon       | Trawiasta    | Neal Skupski  | Harriet Dart Joe Salisbury             | 6:2, 7:6(1)       |
| Zwyciężczyni  | 3. | 11 września 2021 | US Open         | Twarda       | Joe Salisbury | Giuliana Olmos Marcelo Arévalo         | 7:5, 6:2          |
| Zwyciężczyni  | 4. | 7 lipca 2022     | Wimbledon       | Trawiasta    | Neal Skupski  | Samantha Stosur Matthew Ebden          | 6:4, 6:3          |
| Finalistka    | 1. | 26 stycznia 2024 | Australian Open | Twarda       | Neal Skupski  | Hsieh Su-wei Jan Zieliński             | 7:6(5), 4:6, 9–11 |
| Finalistka    | 2. | 6 czerwca 2024   | French Open     | Ceglana      | Neal Skupski  | Laura Siegemund Édouard Roger-Vasselin | 4:6, 5:7          |

## Finały turniejów WTA 125K series

### Gra podwójna 1 (0–1)
| Końcowy wynik | Nr | Data              | Turniej | Nawierzchnia | Partnerka      | Przeciwniczki                 | Wynik finału   |
| ------------- | -- | ----------------- | ------- | ------------ | -------------- | ----------------------------- | -------------- |
| Finalistka    | 1. | 17 listopada 2018 | Houston | Twarda       | Giuliana Olmos | Maegan Manasse Jessica Pegula | 6:1, 4:6, 8–10 |

## Występy w Turnieju Mistrzyń

### W grze podwójnej
| Rok  | Rezultat     | Partnerka         | Przeciwniczki                                                                                        | Wynik                                        |
| 2021 | Faza grupowa | Alexa Guarachi    | Hsieh Su-wei Elise Mertens Sharon Fichman Giuliana Olmos Barbora Krejčíková Kateřina Siniaková       | 6:7(3), 2:6 0:6, 6:3, 11–9 7:5, 6:7(3), 7–10 |
| 2022 | Półfinał     | Demi Schuurs      | Wieronika Kudiermietowa Elise Mertens                                                                | 1:6, 1:6                                     |
| 2023 | Faza grupowa | Demi Schuurs      | Shūko Aoyama Ena Shibahara Storm Hunter Elise Mertens Nicole Melichar-Martinez Ellen Perez           | 5:7, 2:6 2:6, 3:6 2:6, 5:7                   |
| 2024 | Faza grupowa | Caroline Dolehide | Sara Errani Jasmine Paolini Chan Hao-ching Wieronika Kudiermietowa Gabriela Dabrowski Erin Routliffe | 6:1, 1:6, 4–10 6:3, 3:6, 7–10 6:4, 3:6, 6–10 |

## Historia występów w turniejach WTA
| W  | = zwycięstwo                   |
| F  | = finał                        |
| SF | = półfinał                     |
| QF | = ćwierćfinał                  |
| xR | = x runda (x – numer rundy)    |
| LQ | = odpadła w kwalifikacjach     |
| A  | = nie uczestniczyła w turnieju |
| NH | = turniej nie odbywał się      |

| a    | Uwzględniono tylko mecze rozegrane w głównej drabince turnieju.                                                                                     |
| b    | Uwzględniono tylko turnieje, w których zawodniczka wystąpiła.                                                                                       |
|      | |
| c    | Statystyki całej kariery uwzględniają wyniki w turniejach WTA, ITF, kwalifikacjach do tych turniejów oraz spotkania rozegrane w Pucharze Federacji. |
|      | |
| Q    | Do turnieju głównego dostała się przez kwalifikacje.                                                                                                |
| P5   | Turniej w danym roku miał rangę WTA Premier 5. |
| P    | Turniej w danym roku miał rangę WTA Premier |
| 1000 | Turniej w danym roku miał rangę WTA 1000. |
| 500  | Turniej w danym roku miał rangę WTA 500. |

### W grze pojedynczej
Desirae Krawczyk nigdy nie wystąpiła w turnieju rangi WTA 1000, a tylko jeden raz w karierze zagrała w głównej drabince turnieju niższej rangi WTA Tour.

### W grze podwójnej
| Turniej                    | Kategoria do 2020          | 2016                       | 2017                       | 2018                       | 2019                       | 2020                       | 2021                       | 2022                       | 2023                       | 2024                       | 2025                       | Tytuły                     | Z–Pa                       |                            |                            |                            |                            |                            |                            |                            |                            |                            |                            |                            |                            |                            |                            |
| Mistrzostwa kończące sezon | Mistrzostwa kończące sezon | Mistrzostwa kończące sezon | Mistrzostwa kończące sezon | Mistrzostwa kończące sezon | Mistrzostwa kończące sezon | Mistrzostwa kończące sezon | Mistrzostwa kończące sezon | Mistrzostwa kończące sezon | Mistrzostwa kończące sezon | Mistrzostwa kończące sezon | Mistrzostwa kończące sezon | Mistrzostwa kończące sezon | Mistrzostwa kończące sezon | Mistrzostwa kończące sezon | Mistrzostwa kończące sezon | Mistrzostwa kończące sezon | Mistrzostwa kończące sezon | Mistrzostwa kończące sezon | Mistrzostwa kończące sezon | Mistrzostwa kończące sezon | Mistrzostwa kończące sezon | Mistrzostwa kończące sezon | Mistrzostwa kończące sezon | Mistrzostwa kończące sezon | Mistrzostwa kończące sezon | Mistrzostwa kończące sezon | Mistrzostwa kończące sezon |
| -------------------------- | -------------------------- | -------------------------- | -------------------------- | -------------------------- | -------------------------- | -------------------------- | -------------------------- | -------------------------- | -------------------------- | -------------------------- | -------------------------- | -------------------------- | -------------------------- | -------------------------- | -------------------------- | -------------------------- | -------------------------- | -------------------------- | -------------------------- | -------------------------- | -------------------------- | -------------------------- | -------------------------- | -------------------------- | -------------------------- | -------------------------- | -------------------------- |
| WTA Finals                 | WTA Finals                 | A                          | A                          | A                          | A                          | NH                         | RR                         | SF                         | RR                         | RR                         |                            | 0 / 4                      | 3 – 10                     |                            |                            |                            |                            |                            |                            |                            |                            |                            |                            |                            |                            |                            |                            |
| Turnieje WTA 1000          |                            |                            |                            |                            |                            |                            |                            |                            |                            |                            |                            |                            |                            |                            |                            |                            |                            |                            |                            |                            |                            |                            |                            |                            |                            |                            |                            |
| Dubaj                      | Premier 5/Premier          | P                          | A                          | P                          | A                          | P                          | A                          | 500                        | SF                         | 1R                         | 2R                         | 0 / 3                      | 3 – 3                      |                            |                            |                            |                            |                            |                            |                            |                            |                            |                            |                            |                            |                            |                            |
| Doha                       | Premier 5/Premier          | A                          | P                          | A                          | P                          | A                          | 500                        | 2R                         | 500                        | F                          | 1R                         | 0 / 3                      | 5 – 3                      |                            |                            |                            |                            |                            |                            |                            |                            |                            |                            |                            |                            |                            |                            |
| Indian Wells               | Premier Mandatory          | A                          | A                          | A                          | 1R                         | NH                         | 2R                         | 2R                         | 2R                         | 2R                         | 1R                         | 0 / 6                      | 4 – 6                      |                            |                            |                            |                            |                            |                            |                            |                            |                            |                            |                            |                            |                            |                            |
| Miami                      | Premier Mandatory          | A                          | A                          | A                          | 1R                         | NH                         | 1R                         | 2R                         | 1R                         | 1R                         | 2R                         | 0 / 6                      | 2 – 6                      |                            |                            |                            |                            |                            |                            |                            |                            |                            |                            |                            |                            |                            |                            |
| Madryt                     | Premier Mandatory          | A                          | A                          | A                          | 1R                         | NH                         | 2R                         | F                          | 1R                         | QF                         |                            | 0 / 5                      | 7 – 5                      |                            |                            |                            |                            |                            |                            |                            |                            |                            |                            |                            |                            |                            |                            |
| Rzym                       | Premier 5                  | A                          | A                          | A                          | 1R                         | 1R                         | 1R                         | SF                         | SF                         | SF                         |                            | 0 / 6                      | 7 – 6                      |                            |                            |                            |                            |                            |                            |                            |                            |                            |                            |                            |                            |                            |                            |
| Montreal/Toronto           | Premier 5                  | A                          | A                          | A                          | 1R                         | NH                         | QF                         | QF                         | F                          | W                          |                            | 1 / 5                      | 12 – 4                     |                            |                            |                            |                            |                            |                            |                            |                            |                            |                            |                            |                            |                            |                            |
| Cincinnati                 | Premier 5                  | A                          | A                          | A                          | 1R                         | 2R                         | 1R                         | SF                         | QF                         | 2R                         |                            | 0 / 6                      | 6 – 5                      |                            |                            |                            |                            |                            |                            |                            |                            |                            |                            |                            |                            |                            |                            |
| Wuhan                      | Premier 5                  | A                          | A                          | A                          | 2R                         | Nie rozegrano              | Nie rozegrano              | Nie rozegrano              | Nie rozegrano              | 2R                         |                            | 0 / 2                      | 2 – 2                      |                            |                            |                            |                            |                            |                            |                            |                            |                            |                            |                            |                            |                            |                            |
| Pekin                      | Premier Mandatory          | A                          | A                          | 1R                         | 1R                         | Nie rozegrano              | Nie rozegrano              | Nie rozegrano              | 1R                         | 1R                         |                            | 0 / 4                      | 0 – 4                      |                            |                            |                            |                            |                            |                            |                            |                            |                            |                            |                            |                            |                            |                            |
| Guadalajara                | –                          | Nie rozegrano              | Nie rozegrano              | Nie rozegrano              | Nie rozegrano              | Nie rozegrano              | Nie rozegrano              | 2R                         | A                          | 500                        | 500                        | 0 / 1                      | 1 – 1                      |                            |                            |                            |                            |                            |                            |                            |                            |                            |                            |                            |                            |                            |                            |
|                            |                            |                            |                            |                            |                            |                            |                            |                            |                            |                            |                            | 1 / 47                     | 48 – 45                    |                            |                            |                            |                            |                            |                            |                            |                            |                            |                            |                            |                            |                            |                            |

## Finały turniejów rangi ITF
| turnieje z pulą nagród 100 000 $ |
| turnieje z pulą nagród 80 000 $  |
| turnieje z pulą nagród 60 000 $  |
| turnieje z pulą nagród 25 000 $  |
| turnieje z pulą nagród 15 000 $  |
| turnieje z pulą nagród 10 000 $  |

### Gra podwójna 11 (6–5)
| Rezultat     |    | Data       | Turniej        | ($)     | Naw.    | Partnerka         | Przeciwniczki                       | Wynik           |
| Finalistka   | 1. | 18/09/2016 | Ponta Delgada  | 10 000  | Ceglana | Elina Vikhryanova | Katharina Hering Andrea Ka          | 3:6, 3:6        |
| Zwyciężczyni | 1. | 15/01/2017 | Fort-de-France | 15 000  | Twarda  | Giuliana Olmos    | Sara Cakarevic Emmanuelle Salas     | 6:3, 6:2        |
| Zwyciężczyni | 2. | 28/01/2017 | Saint-Martin   | 15 000  | Twarda  | Giuliana Olmos    | Chayenne Ewijk Rosalie van der Hoek | 6:1, 6:1        |
| Zwyciężczyni | 3. | 15/04/2017 | Irapuato       | 25 000  | Twarda  | Giuliana Olmos    | Ronit Yurovsky Marcela Zacarías     | 6:1, 6:0        |
| Zwyciężczyni | 4. | 19/05/2017 | Inczon         | 25 000  | Twarda  | Giuliana Olmos    | Choi Ji-hee Kim Na-ri               | 6:3, 2:6, 10–8  |
| Zwyciężczyni | 5. | 29/07/2017 | Sacramento     | 60 000  | Twarda  | Giuliana Olmos    | Jovana Jakšić Wiera Łapko           | 6:1, 6:2        |
| Finalistka   | 2. | 19/08/2017 | Vancouver      | 100 000 | Twarda  | Giuliana Olmos    | Jessica Moore Jocelyn Rae           | 1:6, 5:7        |
| Finalistka   | 3. | 17/03/2018 | Irapuato       | 25 000  | Twarda  | Giuliana Olmos    | Alexa Guarachi Erin Routliffe       | 6:4, 2:6, 6–10  |
| Zwyciężczyni | 6. | 18/08/2018 | Vancouver      | 100 000 | Twarda  | Giuliana Olmos    | Kateryna Kozłowa Arantxa Rus        | 6:2, 7:5        |
| Finalistka   | 4. | 03/11/2018 | Tyler          | 80 000  | Twarda  | Giuliana Olmos    | Nicole Gibbs Asia Muhammad          | 6:3, 3:6, 12–14 |
| Finalistka   | 5. | 01/02/2020 | Burnie         | 60 000  | Twarda  | Asia Muhammad     | Ellen Perez Storm Sanders           | 3:6, 2:6        |

## Występy w igrzyskach olimpijskich

### Gra podwójna
| Runda                                                                              | Partnerka            | Przeciwniczki                               | Wynik          |
| ---------------------------------------------------------------------------------- | -------------------- | ------------------------------------------- | -------------- |
|                                                                                    |                      |                                             |                |
| Letnie Igrzyska Olimpijskie w Paryżu 2024, reprezentując państwo Stany Zjednoczone |                      |                                             |                |
| I runda                                                                            | Danielle Collins [4] | Grecja: Despina Papamichail / Maria Sakari  | 6:1, 6:3       |
| II runda                                                                           | Danielle Collins [4] | Ukraina: Ludmyła Kiczenok / Nadija Kiczenok | 6:3, 4:6, 7–10 |